# خودروسازی کارمانیا
خودروسازی کارمانیا یک شرکت خودروسازی ایرانی است که در سال ۱۳۸۶ تأسیس شد. عمده محصولات این شرکت را خودروهای سواری و خودروهای شاسی‌بلند شرکت بی‌وای‌دی چین تشکیل می‌دهند.در حال حاضر شرکت خودروسازی کارمانیا و تمام اموال این کارخانه به گروه خودروسازی کرمان خودرو واگذار گردیده و اکنون مدیرعامل شرکت کارمانیا سعید لیلاز مهرآبادی می باشد.

## همکاری با بی‌وای‌دی
شرکت خودروسازی کارمانیا در سال ۱۳۹۴ به‌عنوان نمایندهٔ رسمی شرکت بی‌وای‌دی چین در ایران اقدام به تولید بی‌وای‌دی اس-۶ نمود و در ادامه همکاری تولید بی‌وای‌دی اف-۳ نیز در خط تولید کارخانه قرار گرفت. در آینده برای تولید خودروهای بی‌وای‌دی تانگ، بی‌وای‌دی سانگ و بی‌وای‌دی اس-۷ نیز برنامه‌ریزی شده‌بود.
در اواسط سال ۱۳۹۷ و به‌واسطهٔ محدودیت واردات خودرو به ایران، تحویل خودروهای بی‌وای‌دی از سوی شرکت کارمانیا با مشکلاتی مواجه شد. با این حال در اواخر همان سال روند تحویل خودروها از کارخانهٔ این شرکت در کرمان از سر گرفته شد.
تولید خودروهای بی‌وای‌دی در این شرکت در مهر ۱۳۹۸ به دلیل مشکل در تأمین قطعات، متوقف شد.

## خودروها
| خودرو          | پیشرانه                                            | توان                       | گشتاور                       | جعبه‌دنده              | تصویر |
| -------------- | -------------------------------------------------- | -------------------------- | ---------------------------- | --------------------- | ----- |
| بی‌وای‌دی اس۶    | ۲٫۴ لیتری ۴-خطی دی‌اواچ‌سی                           | ۱۶۰ اسب بخار (۱۱۹ کیلووات) | ۲۲۹ نیوتن متر (۱۶۹ پوند-فوت) | ۶ دندهٔ خودکار         |       |
| بی‌وای‌دی اف۳    | ۱٫۵ لیتری ۴-خطی ۱۶ سوپاپ با زمان‌بندی متغیر سوپاپ‌ها | ۱۰۷ اسب بخار (۸۰ کیلووات)  | ۱۴۵ نیوتن متر (۱۰۷ پوند-فوت) | ۵ دندهٔ دستی           |       |
| بی‌وای‌دی اس۷    | ۲٫۰ لیتری ۴-خطی توربو                              | ۲۰۳ اسب بخار (۱۵۱ کیلووات) | ۳۲۰ نیوتن متر (۲۳۶ پوند-فوت) | ۶ دندهٔ خودکار دوکلاچه |       |
| کارمانیا ئی‌کی۱ | موتور سنکرون آهنربایی                              | ۱۰۷ اسب بخار (۸۰ کیلووات)  | ۲۴۰ نیوتن متر (۱۷۷ پوند-فوت) | اتصال مستقیم          |       |

## جوایز و افتخارها
- کسب نشان «تولید ملی، افتخار ملی» در سال ۱۳۹۷[۸][۹]